# Robyn Luff
Robyn Luff (née en 1980 ou 1981) est une femme politique canadienne. Elle est élue à l'Assemblée législative de l'Alberta lors de l'élection provinciale de 2015. Elle représente la circonscription de Calgary-Est en tant qu'une membre du Nouveau Parti démocratique de l'Alberta. 